# Япома (стадион)
Стадион Япома (англ. Japoma Stadium, фр. Stade Japoma) или Стадион спорта Дуала (англ. Stadium omnisport of Douala, фр. Stade omnisport de Douala) — стадион, который находится в районе Япома города Дуала, Камерун.
Был открыт 30 ноября 2019 года. На постройку стадиона ушло порядка 143 миллионов долларов США. Постройку стадиона финансировал турецкий экспортно-кредитный банк Turk Eximbank.
Вместительность стадиона: 50 000 посадочных мест. Стадион имеет баскетбольные площадки, гандбольные волейбольные и теннисные корты, олимпийский бассейн на 8 дорожек, конференц-центры, коммерческие центры, четырехзвездочный отель и парковку. Стадион будет в основном использоваться для проведения футбольных матчей, но на нём также расположена спортивная дорожка.
На стадионе прошли некоторые матчи Кубка африканских наций 2021.

## История
Строительство стадиона началось 21 февраля 2017 года. Как утверждали некоторые СМИ стадион будет построен в течение 20 месяцев. Генеральный план стадиона был разработан британской командой AECOM. Управление работами было поручено компании Leonardo Cameroun sarl. 11 сентября 2019 года компания Yenigün Construction Industry сообщила, что стадион, как ожидается, будет завершен 30 ноября 2019 года.